# Johann Kretz
Johann Peter Kretz (* 1795; † 26. September 1864 in Graz-St. Leonhard) war ein österreichischer Handelskammerpräsident und Politiker.

## Leben
Kretz war römisch-katholisch und mit Franziska Kretz verheiratet. Aus der Ehe gingen zwei Söhne und sechs Töchter hervor. Seine Tochter Augusta (* 1823/24; † 25. Januar 1847) heiratete Anton Müller.
Kretz war ab 1839 Inspektor der Baron von Dickmann-Secherau’schen Werke. Von 1852 bis zu seiner Pensionierung im Juni 1858 war er Eisenwerks-Inspektor in Prävali. Er war Direktoriumsmitglied der Kärntner Sparkasse und ab 1848 Mitglied und Vorstand-Stellvertreter des Industrie-Vereins für die Montan-Interessen Kärntens. Von der Gründung 1851 bis 1854 war er Präsident der Kärntner Handels- und Gewerbekammer.

## Politik
Bei der Wahl zum Provisorischen Kärntner Landtag 1848 wurde er als stellvertretender Abgeordneter gewählt und war vom 17. Juli 1848 bis zum 4. März 1849 Stellvertreter von Ludwig Weber. Ab dem 17. Oktober 1848 war er Mitglied des verstärkten provisorischen Landtagsausschusses.